# Zuckerrohrkreuz

Zuckerrohrkreuz im Wappen von St. Lucia

Das Zuckerrohrkreuz ist eine gemeine Figur in der Heraldik.
Es ist aus dem Stängel der Zuckerrohrpflanze wie ein gemeines Kreuz gelegt und wahrscheinlich nur im Wappen des Inselstaates St. Lucia vertreten.
Blasonierung des Wappenschildes: „In Blau ein goldenes Zuckerrohrkreuz, belegt mit einem goldenen Hocker, bewinkelt in eins und vier von einer goldenen, mit einer roten, grün bespitzten und golden bebutzten Rose und in zwei und drei von einer goldenen Lilie.“
Der Wappenschild ist seit 1970 blau, von 1939 bis 1970 war er schwarz. Durch das Zuckerrohrkreuz kann man das Wappen als geviert auffassen.